# 서부긴날개박쥐
서부긴날개박쥐(Miniopterus magnater)는 긴가락박쥐과에 속하는 박쥐의 일종이다. 중국과 인도, 인도네시아, 라오스, 말레이시아, 미얀마, 파푸아뉴기니, 태국, 동티모르 그리고 베트남에서 발견된다.

## 특징
보통 크기의 박쥐로 몸길이는 58~75mm이고 전완장은 47~54mm, 꼬리 길이는 52~64mm이다. 발 길이는 9~13mm, 귀 길이는 11~17mm, 몸무게는 21.3g이다. 털 길고 부드러우며 윤이 난다. 등 쪽 털은 짙은 거무스레한 갈색이고 배 쪽 짙은 갈색이다. 이마가 아주 넓고 둥글다. 주둥이는 좁고 아주 짧은 수염이 난다. 삼각형 모양의 짧은 귀는 서로 잘 분리되어 있고 끝이 둥글다.

## 생태
큰 동굴 안에 무리를 지어 은신한다. 임관층 또는 인공 불빛 주위를 나는 곤충을 먹는다. 8월에 한 번 한 마리의 새끼를 낳는다.

## 분포 및 서식지
미얀마부터 인도차이나와 중국 남부. 인도네시아를 거쳐 뉴기니섬까지 널리 분포한다. 해발 최대 2,000m 이하의 일차림과 이차 열대우림, 사람이 거주하는 지역에서 서식한다. 시냇가와 수원지 근처에서도 발견된다.

## 아종
두 종의 아종이 알려져 있다.
- M. m. magnater - 뉴기니섬
- M. m. macrodens (Maeda, 1982) - 중국 푸젠성과 광둥성, 홍콩, 하이난성, 미얀마, 태국, 베트남, 라오스, 캄보디아, 말레이반도, 보르네오섬, 수마트라섬, 자와섬 서부, 티모르섬, 스람섬